# Harry Partch
Harry Partch (Oakland (Californië), 24 juni 1901 – San Diego, 3 september 1974) was een Amerikaans componist, musicoloog en muziekinstrumentenbouwer. Hij was een van de eerste componisten uit de twintigste eeuw die zich intensief bezighielden met de systematisering van microtonale toonschalen. Voor zijn composities vervaardigde hij veel zelfontworpen instrumenten met alternatieve toonschalen, gestemd in een 11-limiet rein geïntoneerde schaal.
Tevens is de 43-delige toonschaal een uitvinding van hem. Met deze toonschaal was het mogelijk om volkomen zuiver te spelen.

## Otonaliteit en utonaliteit
Harry Partch bedacht de termen otonaliteit en utonaliteit om daarmee de relatie weer te geven van de boventonen tot de grondtoon.
- Otonaliteit: tonen die consonante veelvouden zijn van de grondtoon. Bijvoorbeeld: 3/3, 4/3 en 5/3 zijn alle veelvouden van 1/3, dus op octaven na van de grondtoon 1/1.
- Utonaliteit: consonante tonen die alle de grondtoon als veelvoud hebben. Bijvoorbeeld  7/2, 7/3 en 7/4 hebben alle de toon 7/1 als veelvoud, en dus op octaven na de grondtoon 1/1.

### Tonaliteitsdiamant

Harry Partch: Uitgebreide Tonaliteit Diamant

Het verschil tussen otonaliteit en utonaliteit kan visueel uitgelegd worden met de ruitvormige tonaliteitsdiamant:
7-limiet tonaliteitsdiamant:
|     |     |     | 7/4 |      |      |     |
|     |     | 3/2 |     | 7/5  |      |     |
|     | 5/4 |     | 6/5 |      | 7/6  |     |
| 1/1 |     | 1/1 |     | 1/1  |      | 1/1 |
|     | 8/5 |     | 5/3 |      | 12/7 |     |
|     |     | 4/3 |     | 10/7 |      |     |
|     |     |     | 8/7 |      |      |     |

## Werken
Veel werken van voor 1930 in gelijkzwevende stemming (waaronder een pianoconcert, symfonisch gedicht, circa 50 liederen, en diverse werken uit de jaren 1910–20) zijn vernietigd. Hieronder volgt een overzicht aan werken van Harry Partch.
| Jaar       | Werk | Eerste uitvoering                    |
| ---------- | --- | ------------------------------------ |
| 1925-27 c. | String Quartet | -                                    |
| 1929       | My Heart Keeps Beating Time, gelijkzwevende stemming (L. Yoell) | -                                    |
| 1930-33    | 17 Lyrics of Li Po (op tekst van Shigeyoshi Obata: The Works of Li Po) | San Francisco; 9 februari 1932       |
| 1931       | By the Rivers of Babylon (Psalm 137) | San Francisco; 9 februari 1932       |
| 1931       | The Potion Scene (naar Romeo en Julia van W. Shakespeare) | San Francisco; 9 februari 1932       |
| 1932       | The Lord is My Shepherd (Psalm 23) | San Francisco; 9 februari 1932       |
| 1941       | Barstow: Eight Hitchhiker Inscriptions from a Highway Railing at Barstow, California, 1v, | New York; 22 april 1944              |
| 1942-43    | 3 Settings [I. Come Away, Death (Shakespeare: Twelfth Night); II. The Heron (Tsuryuki, trad. A. Waley); III. The Rose (E. Young)] | Madison; 3 mei 1945                  |
| 1942-43    | Mad Scene (naar King Lear van Shakespeare) | -                                    |
|            | US Highball: a Musical Account of a Transcontinental Hobo Trip (Tekst: Partch) | New York; 22 april 1944              |
| 1943       | San Francisco: a Setting of the Cries of Two Newsboys on a Foggy Night in the Twenties | 22 april 1944                        |
| 1943       | The Letter: a Depression Message from a Hobo Friend, voor stem, aangepaste gitaar en kithara (laatste revisie in 1972, voor stem en groot ensemble van authentieke instrumenten) [Ciclo The Wayward IV]                                                                                        |                                      |
| 1944       | 2 Settings from Finnegans Wake (J. Joyce) [I. Isobel; II. Annah the Allmaziful] | Madison; 7 maart 1945                |
| 1944       | Y[ankee] D[oodle] Fantasy (Partch). | New York; 22 april 1944              |
| 1945       | I'm very happy to be able to tell you about this … (W. Ward, BBC transcr.) | Madison; 3 mei 1945                  |
| 1945       | Polyphonic Recidivism on a Japanese Theme (The Crane), gelijkzwevende stemming, SATB | -                                    |
| 1946-50    | [11] Intrusions [omvat: Study on Olympos' Pentatonic, Study on Archytas' Enharmonic, The Waterfall (Young), The Street (W. Motley: Knock On Any Door), Lover (G. Leite), Soldiers–War–Another War (G. Ungaretti, trans. W.F. Weaver), Vanity (Ungaretti, trans. Weaver), Cloud Chamber Music], |                                      |
| 1949-50    | Sonata Dementia (Tekst: Partch), |                                      |
| 1950       | The Wooden Bird (gelegenheidswerk, W. Leach), (+ B. Johnston). | Charlottesville; 10 januari 1951     |
| 1952       | Plectra and Percussion Dances: Castor and Pollux, a Dance for the Twin Rhythms of Gemini (rev. 1968) |                                      |
| 1952-53    | Ring Around the Moon, a Dance Fantasm for Here and Now (Teksten: Partch) |                                      |
| 1949-52    | Even Wild Horses, Dance Music for an Absent Drama (A. Rimbaud: A Season in Hell) | Berkeley; 19 november 1953           |
| 1951       | King Oedipus (eenakter, naar W.B. Yeats en naar Sofocles). | Oakland; 14 maart 1952               |
| 1954-55    | 2 Settings from Lewis Carroll [I. O Frabjous Day!, The Mock Turtle Song. | Mill Valley; 13 februari 1951 (nº 1) |
| 1955-56    | The Bewitched (satirische dans, Partch) | Urbana; 26 maart 1957                |
| 1958       | Música para la película Windsong (dir. M. Tourtelot) | -                                    |
| 1959-60    | Revelation in the Courthouse Park | Urbana; 11 april 1961                |
| 1961       | Bless This Home (tekst: Vincenzo Prockelo) | -                                    |
| 1961       | Rotate the Body in all its Planes | Urbana; 8 april 1962                 |
| 1961       | Water! Water! (satirisch intermezzo’, 2 scènes, tekst van Partch) | Urbana; 9 maart 1962                 |
| 1961       | Jine the Calvary (trad.) | -                                    |
| 1963-64    | Study, harmonic canon I and kithara I. | -                                    |
| 1963-66    | And on the Seventh Day Petals Fell in Petaluma. (rev. 1966) | Los Angeles; 8 mei 1966              |
| 1965-66    | Delusion of the Fury: a Ritual of Dream and Delusion | Los Angeles; 9 januari 1969          |
| 1972       | Muziek voor de film The Dreamer that Remains: a Study in Loving (dir. S. Pouliot), | La Jolla; 25 maart 1973              |

### Discografie

#### Albums
- The World of Harry Partch - (Columbia Masterworks MS7207, 1969) "Daphne of the Dunes", "Barstow", en "Castor & Pollux", gedirigeerd door Danlee Mitchell onder supervisie van de componist
- Enclosure II - Harry Partch (Early Speech-Music works) (Innova 401)
- Enclosure V - Harry Partch (op een Grieks thema) (Innova 405)
- Enclosure VI -Harry Partch (Delusion of the Fury) (Innova 406)
- The Seventeen Lyrics of Li Po (Tzadik Records, 1995). ASIN B000003YSU.

#### Video's
- Enclosure I - Harry Partch" (Innova 400, VHS) Vier films door Madeline Tourtelot
- Enclosure IV - Harry Partch" (Innova 404, VHS) Delusion, muziek van Harry Partch
- Enclosure VII - Harry Partch" (Innova 407, DVD) Delusion, Dreamer, Bonus Album, Revelation
- Enclosure VIII - Harry Partch" (Innova 399, DVD) Vier films door Madeline Tourtelot: "Music Studio," "Windsong," "U.S. Highball," en "Rotate the Body in All Its Planes," met "The Music of Harry Partch" KEBS-TV documentaire, "Barstow" en "Castor and Pollux".
- Musical Outsiders: An American Legacy - Harry Partch, Lou Harrison en Terry Riley, 1995, o.l.v. Michael Blackwood.